# Unterbözberg
Unterbözberg fue hasta el 31 de diciembre de 2012 una comuna suiza del cantón de Argovia, situada en el distrito de Brugg. Desde el 1 de enero de 2013 parte de la comuna de Bözberg.

## Historia
La comuna de Unterbözberg fue creada en 1872 de la escisión de la comuna de Bözberg, que fue separada en Oberbözberg y Unterbözberg. El 2 de diciembre de 2011 la Asamblea Comunal aprobó la misión con las comunas vecinas de Gallenkirch, Linn y Oberbözberg. El 11 de marzo la población se pronunció mediante una votación en la que aprobaron la fusión por 232 a favor y 181 votos en contra. La nueva entidad creada tomó el nombre de Bözberg.

## Geografía
La antigua comuna no cuenta con un centro, sino que estaba formada por varias pequeñas localidades repartidas a lo largo de su territorio. Entre sus localidades figuran Neustalden, Vierlinden, Altstalden, Birch, Ursprung, Hafen, Egenwil y Kirchbözberg. La antigua comuna limitaba al norte con Oberbözberg, al este con Riniken, al sureste con Brugg, al sur con Villnachern, al suroeste con Linn y Gallenkirch, y al oeste con Effingen.

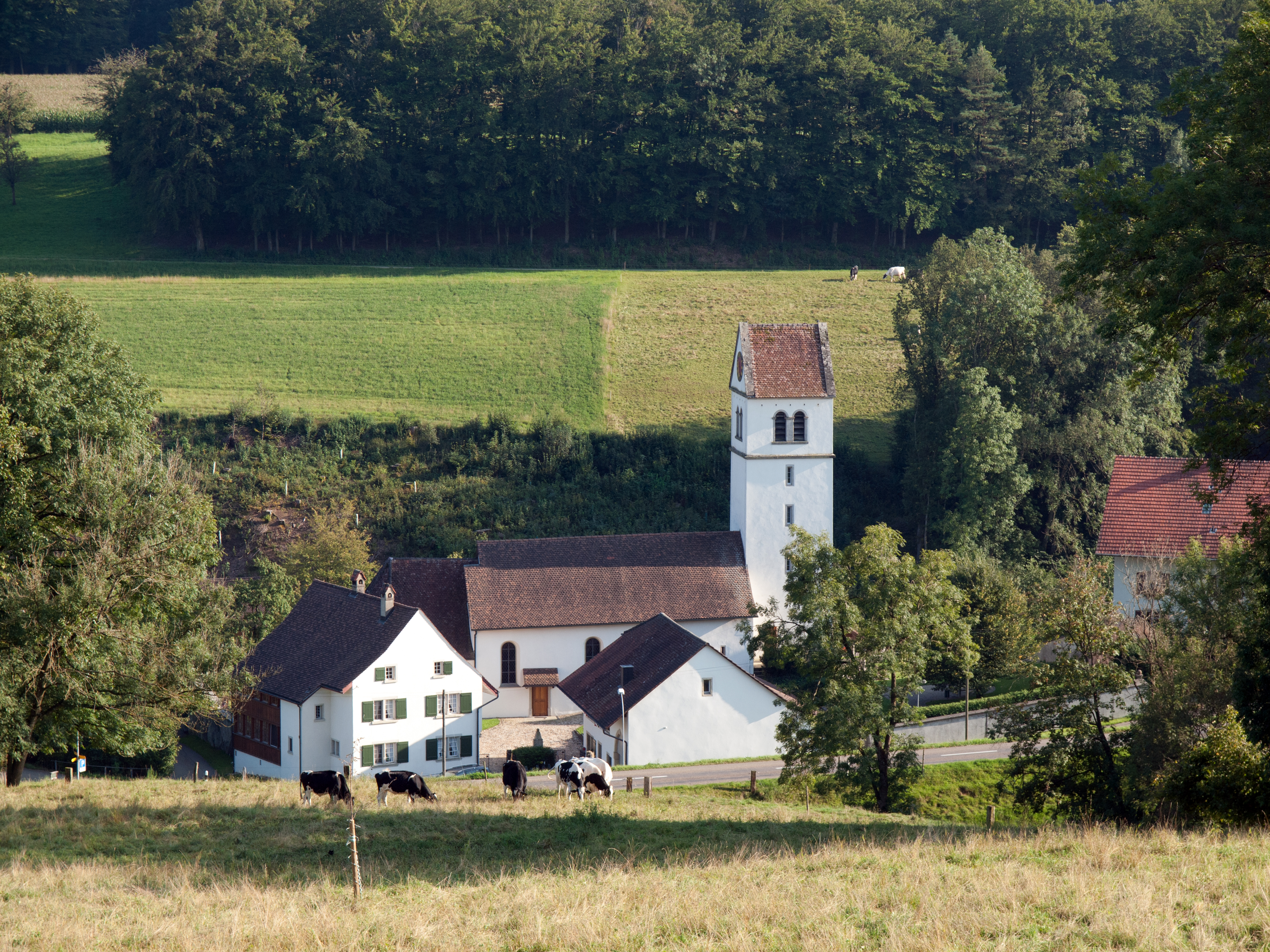
Vista de Kirchbözberg.